# Гелес, Йенни
Йенни Гелес (исп. Yeinny Norela Geles Moreno, род. 6 декабря 1997 года, Колумбия) — колумбийская тяжелоатлетка. Серебряный призёр чемпионата мира 2023 года, призёр Панамериканских чемпионатов.

## Карьера
В 2021 году на Панамериканском чемпионате в Эквадоре, колумбийская тяжелоатлетка завоевала бронзовую медаль в весовой категории до 87 кг с результатом 237 кг в сумме двоеборья.
В 2022 году на Панамериканском чемпионате в Боготе, Йенни вновь завоевала медаль на сей раз серебряную в весовой категории до 87 кг с результатом 249 кг в сумме двоеборья.
В Саудовской Аравии, где состоялся Чемпионат мира по тяжёлой атлетике 2023 года, колумбийская спортсменка в категории до 87 кг завоевала серебряную медаль чемпионата мира с результатом 244 кг по сумме двух упражнений. Малая серебряная медаль в толчке также досталась ей.

## Спортивные результаты
| Год  | Соревнование   | Место проведения | Весовая категория | Рывок  | Толчок | Сумма двоеборья | Место |
| 2023 | Чемпионат мира | Эр-Рияд          | до 87 кг          | 106 кг | 138 кг | 244 кг          | 2     |